# Julijanavos fortas
Julijanavos fortas este o arie protejată (arie specială de conservare — SAC, sit de importanță comunitară — SCI) din Lituania întinsă pe o suprafață de 5,4 ha, integral pe uscat.

## Localizare
Centrul sitului Julijanavos fortas este situat la coordonatele 54°51′43″N 23°52′38″E / 54.8619°N 23.8772°E.

## Înființare
Situl Julijanavos fortas a fost declarat sit de importanță comunitară în aprilie 2004 pentru a proteja 1 specie de animale. Situl a fost protejat și ca arie specială de conservare în august 2020.

## Biodiversitate
Situată în ecoregiunea boreală, aria protejată nu include niciun habitat protejat.
La baza desemnării sitului se află o specie protejată de  mamifere: liliac cârn (Barbastella barbastellus).
Pe lângă speciile protejate, pe teritoriul sitului au mai fost identificate 4 specii de mamifere.